# Орешје Окићко
Орешје Окићко су насељено место у Републици Хрватској у Загребачкој жупанији. Административно је у саставу града Јастребарског. Простире се на површини од 2,68 км2.
Насеље се налази на падинама плание Плешивице 25 км југозападно од Загреба

## Становништво
Према задњем попису становништва из 2001. године у насељу Орешје Окићко живело је 10 становника који су живели у 1 породичном и 7 самачки домаћинстава. Густина насељености је 3,73 становника на км2
Кретање броја становника по пописима 1857—2001.
| година пописа  | 1857. | 1869. | 1880. | 1890. | 1900. | 1910. | 1921. | 1931. | 1948. | 1953. | 1961. | 1971. | 1981. | 1991. | 2001. |
| бр. становника | 73    | 93    | 89    | 107   | 120   | 132   | 122   | 125   | 177   | 160   | 157   | 97    | 58    | 22    | 10    |

Напомена:До 1900. исказивано под именом Орешје.